# 1907年ウィンブルドン選手権
1907年 ウィンブルドン選手権（1907ねんウィンブルドンせんしゅけん、The Championships, Wimbledon 1907）に関する記事。イギリス・ロンドン郊外にある「オールイングランド・ローンテニス・アンド・クローケー・クラブ」にて開催。

## 大会の流れ
- 男子シングルスは1878年、女子シングルスは1886年から「チャレンジ・ラウンド」（Challenge Round, 挑戦者決定戦）と「オールカマーズ・ファイナル」（All-Comers Final）方式で優勝を決定していた。大会前年度優勝者を除く選手は「チャレンジ・ラウンド」に出場し、前年度優勝者への挑戦権を争う。前年度優勝者は、無条件で「オールカマーズ・ファイナル」に出場できる。チャレンジ・ラウンドの勝者と前年度優勝者による「オールカマーズ・ファイナル」で、当年度の選手権優勝者を決定した。
- この年は、男子シングルスの前年度優勝者ローレンス・ドハティーが出場しなかった（現役引退）。前年度優勝者が出場しなかった場合は「オールカマーズ・ファイナル」がなくなるため、チャレンジ・ラウンドの決勝結果を優勝記録表に掲載する。
- 本年度の記事は、大会途中経過においては地元イギリス人選手の国旗表示を省略するが、決勝戦の結果ではすべての選手の国旗を表示してある。
- 女子ダブルスと混合ダブルスは、最初は「選手権公認外競技」（Non-Championship Event）として扱われた。これは公式競技ではないため、ウィンブルドン選手権の優勝記録表には含まれていないが、日本語版の本記事では女子ダブルスと混合ダブルスの「選手権公認外競技」の結果も記載する。
- 女子ダブルスの選手権公認外競技は、1907年限りでいったん中止された（1913年再開）。

## 大会前年度優勝者
- 男子シングルス：ローレンス・ドハティー　［現役引退］
- 女子シングルス：ドロテア・ダグラス・チェンバース
- 男子ダブルス：レジナルド・ドハティー＆ローレンス・ドハティー　［現役引退］

## 男子シングルス

### チャレンジラウンド
準々決勝
- アーサー・ゴア vs. A・R・ソーヤー　6-0, 6-3, 6-0
- ウィルバーフォース・イーブズ vs. レナード・エスコム　6-0, 4-6, 6-3, 1-6, 6-3
- ノーマン・ブルックス vs. シドニー・アダムズ　6-1, 6-3, 6-3
- ジョシア・リッチー vs.  オスカー・クロイツァー　6-4, 6-1, 6-2

準決勝
- アーサー・ゴア vs. ウィルバーフォース・イーブズ　9-7, 7-5, 6-2
- ノーマン・ブルックス vs. ジョシア・リッチー　6-0, 6-1, 6-4

決勝
- ノーマン・ブルックス vs. アーサー・ゴア　6-4, 6-2, 6-2　（ここで優勝決定、ブルックスが本大会の優勝者になる。外国人男子選手として最初のウィンブルドン優勝）

## 女子シングルス

### チャレンジラウンド
準々決勝
- メイ・サットン vs. コンスタンス・メイヤー　6-0, 6-3
- E・L・ボスワース vs. M・E・ブラウン　6-1, 6-2
- コンスタンス・ウィルソン vs. アンジェラ・グリーン　6-2, 9-7
- ブランチ・ビングリー・ヒルヤード vs. エディット・ジョンソン　6-2, 6-3

準決勝
- メイ・サットン vs. E・L・ボスワース　6-2, 6-2
- コンスタンス・ウィルソン vs. ブランチ・ビングリー・ヒルヤード　6-3, 6-2

決勝
- メイ・サットン vs. コンスタンス・ウィルソン　6-4, 6-2

### オールカマーズ決勝
- メイ・サットン vs. ドロテア・ダグラス・チェンバース　6-1, 6-4　（サットンが本大会の優勝者になる）

## 決勝戦の結果
男子シングルス
- ノーマン・ブルックス vs.  アーサー・ゴア　6-4, 6-2, 6-2　［チャレンジラウンド決勝］

女子シングルス
- メイ・サットン vs.  ドロテア・ダグラス・チェンバース　6-1, 6-4　［オールカマーズ決勝］

男子ダブルス
- ノーマン・ブルックス＆ アンソニー・ワイルディング vs.  ビールズ・ライト＆ カール・ベア　6-4, 6-4, 6-2　［チャレンジラウンド決勝］

女子ダブルス
- ドロテア・ダグラス・チェンバース＆ コンスタンス・ウィルソン vs.  シャーロット・クーパー・ステリー＆ アグネス・モートン　7-9, 6-3, 6-2　［選手権公認外競技］

混合ダブルス
- ビールズ・ライト＆ メイ・サットン vs.  アルバート・プレブル＆ ドラ・ブースビー　6-1, 6-3　［選手権公認外競技］